# Hechtwagen

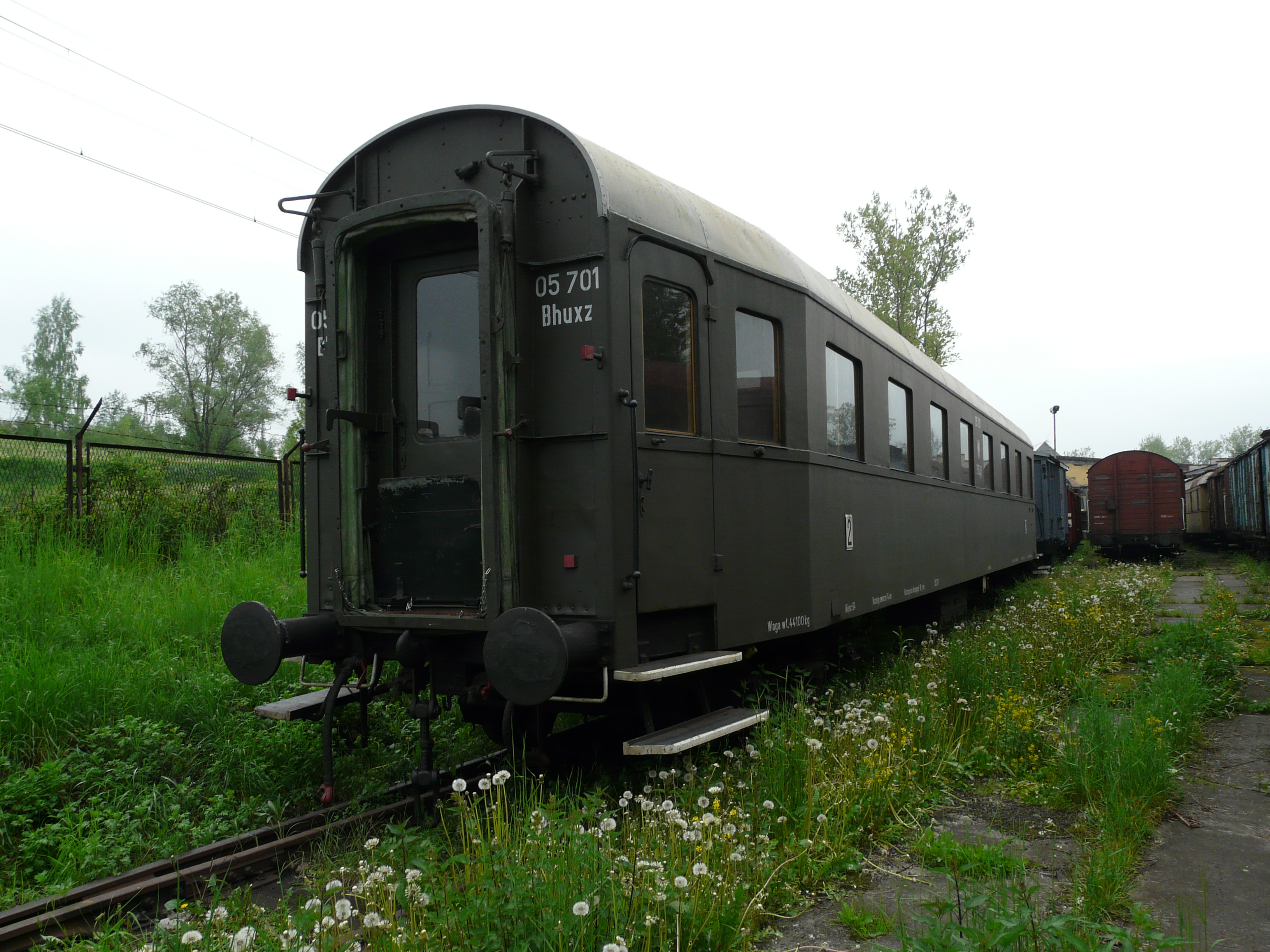
Hechtwagen der PKP in Chabówka

Hechtwagen ist eine Bezeichnung für Reisezugwagen der Eisenbahn, die sich aus dem Vergleich der Wagenform mit der Kopfform des Raubfisches Hecht ableitet. Die Wagenkästen von Hechtwagen sind zu den Enden hin abgeschrägt und werden dadurch schmaler, was insbesondere in engen Bögen eine bessere Ausnutzung der Fahrzeugbegrenzungslinie ermöglicht.

## Schnellzugwagen der Deutschen Reichsbahn
Die zwischen 1921 und 1928 gebauten Einheits-Schnellzugwagen der Bauarten 21, 22, 23 und 26 der Deutschen Reichsbahn werden gemeinhin als Hechtwagen bezeichnet. Unter Eisenbahnern wurde für diese Wagen aufgrund ihrer speziellen Kopfform auch der drastischere Ausdruck „Schweineschnauzen“ verwendet. Diese Fahrzeuge wurden von der Deutschen Reichsbahn im Zuge der Gattungsbereinigung 1951 der Wagentype D4 zugeordnet, während sie die Deutsche Bundesbahn im Jahre 1954 in der Verwendungsgruppe 23 zusammenfasste.

### Hechtwagen in (Teil-)Stahlbauweise
Untergestell und Kastengerippe der Hechtwagen der Bauarten 21, 22 und 23 bestanden aus vernieteten Stahlprofilen. Das Kastengerippe war mit Blechen verkleidet. Alle Sitzwagen wiesen eine einheitliche Länge über Puffer von 20,61 m auf.
Die charakteristische Hechtform der Wagenenden wurde von den letzten Bauarten sächsischer Schnellzugwagen übernommen. Die bisher im preußischen Waggonbau üblichen Oberlichter entfielen zugunsten der in Süddeutschland eingeführten einfacheren Tonnendächer. Die Traufkante im Bereich der Wagenenden verlief bei den ersten Wagen noch waagrecht; bei allen folgenden Wagen stieg sie schräg zum Wagenende hin an. Vom Knick in der Außenverkleidung bis zur Stirnwand bestand das Dach aus einem starken Stahlblech, was den Einstiegsbereich sehr widerstandsfähig machte. Dazwischen wurde das Dach in hergebrachter Weise mit Segeltuchbespannung auf Holzlatten eingedeckt.
Hinsichtlich des Komforts für die Reisenden blieben die Hechtwagen hinter den Schnellzugwagen der Länderbahnen zurück. Die Abteillängen waren geringer, und die Fensterbreiten orientierten sich an den preußischen Maßen, die kleiner als die entsprechenden bayerischen und sächsischen Abmessungen waren, so dass die Abteile insbesondere der dritten Klasse etwas düster waren.
Insgesamt wurden von der Deutschen Reichsbahn zwischen 1921 und 1926 214 Sitz-, 10 Gepäck- und 31 Schlafwagen als Hechtwagen eiserner Bauart beschafft. Wegen der neu eingeführten Zuggattung Fernschnellzug (FD), die nur die erste und zweite Wagenklasse führte, wurden dabei überproportional viele Polsterklassenwagen eingestellt. Im Einzelnen verteilen sich die gebauten Fahrzeuge auf folgende Wagengattungen:

#### Sitzwagen
| Gattung  | Sitzplätze      | Anzahl | Baujahr(e) | Bemerkungen             |
| -------- | --------------- | ------ | ---------- | ----------------------- |
| C4ü-21   | 76              | 27+5*  | 1922–1923  | *geänderte Nachbauserie |
| C4ü-21a  | 76              | 1      | 1924       |                         |
| B4ü-22   | 48              | 15     | 1923–1924  | Bauart „Hapag-Lloyd“    |
| C4ü-22   | 76              | 25     | 1923–1924  |                         |
| C4ü-22a  | 76              | 20     | 1923       |                         |
| A4ü-23   | 42, sp. 28      | 6      | 1925       | Bauart „Hapag-Lloyd“    |
| AB4ü-23  | 12/33, sp. 8/33 | 31     | 1924–1925  |                         |
| AB4ü-23a | 12/33, sp. 8/33 | 64     | 1924–1925  |                         |
| AB4ü-23b | 12/33, sp. 8/33 | 7      | 1923       |                         |
| C4ü-23   | 76              | 13     | 1923–1924  |                         |

#### Packwagen
| Gattung | Ladegewicht | Anzahl | Baujahr(e) | Bemerkungen |
| ------- | ----------- | ------ | ---------- | ----------- |
| Pw4ü-23 | 10,0 t      | 10     | 1923       |             |

#### Schlafwagen
| Gattung | Schlafplätze | Anzahl | Baujahr(e) | Bemerkungen                                                |
| ------- | ------------ | ------ | ---------- | ---------------------------------------------------------- |
| WL4ü-21 | 36           | 21     | 1921–1926  | Schlafwagen 3. Klasse; ab 1926 an die Mitropa vermietet    |
| WL4ü-23 | 10 od. 20    | 10     | 1923–1924  | Schlafwagen 1./2. Klasse; ab 1926 an die Mitropa vermietet |

### Hechtwagen in Ganzstahlbauart
Bereits 1925 plante die Reichsbahn, längere Wagen mit günstigeren Abteilmaßen zu beschaffen. Da aber aufgrund der Verpflichtung der DRG zur Zahlung der deutschen Reparationsleistungen entsprechende Finanzmittel fehlten, wurden nur vier solche Wagen (zwei AB4ü und zwei C4ü) für die LBE gebaut. Die Dächer bestanden nunmehr vollständig aus Stahlblech, so dass der Übergang zur Ganzstahlbauart vollzogen war.
Erst 1926 konnte die Deutsche Reichsbahn solche Wagen beschaffen. Im Gegensatz zu den geplanten Wagen der Bauart von 1925 lief das Dach bei der Bauart 26 gerade bis zu den Stirnwänden durch, so dass die sich verjüngenden Einstiegsbereiche von einem dreiecksförmigen Vorsprung überdacht wurden.
Von den Hechtwagen in Ganzstahlbauart wurden zwischen 1926 und 1928 für die Deutsche Reichsbahn 150 Durchgangszug-Wagen folgender Gattungen gebaut:
| Gattung  | Sitzplätze      | Anzahl | Baujahr(e) | Bemerkungen                      |
| -------- | --------------- | ------ | ---------- | -------------------------------- |
| A4ü-26   | 42, sp. 28      | 20     | 1926–1927  | Bauart „Hapag-Lloyd“             |
| AB4ü-26  | 12/36, sp. 8/36 | 20     | 1927       |                                  |
| AB4ü-26a | 12/36, sp. 8/36 | 10     | 1927–1928  | „Görlitz II schwer“-Drehgestelle |
| C4ü-26   | 80              | 92     | 1927–1928  |                                  |
| C4ü-26a  | 80              | 8      | 1927       | „Görlitz II schwer“-Drehgestelle |

### Hechtwagen der PKP
Die PKP ließ ca. 1930 bei polnischen Waggonfabriken u. a. Lilpop, Rau i Loewenstein modifizierte, verlängerte Hechtwagen in Ganzstahlbauweise mit geraden Wagenenden bauen. Etliche dieser Wagen übernahm die Deutsche Reichsbahn im Zuge des Zweiten Weltkriegs als Fremdwagen. Nachdem die Verhandlungen zwischen der Deutschen Bundesbahn und der PKP über einen Rücktausch von Wagen scheiterten, modernisierte die DB die Wagen mit Normteilen z. B. Aluminiumrahmen, Schiebetüren am Wagenende, Lichtanlage und Toiletteneinrichtung. Der letzte sogenannte Polenhecht ist aufarbeitungswürdiges Exponat (Stand 2010) des Eisenbahnmuseums Darmstadt-Kranichstein. In Polen sind noch zwei erhaltene Wagen bekannt, einer befindet sich im Museum für Fahrzeuge und Bahntechnik in Chabówka, der zweite in Skierniewice.